# Dirshu

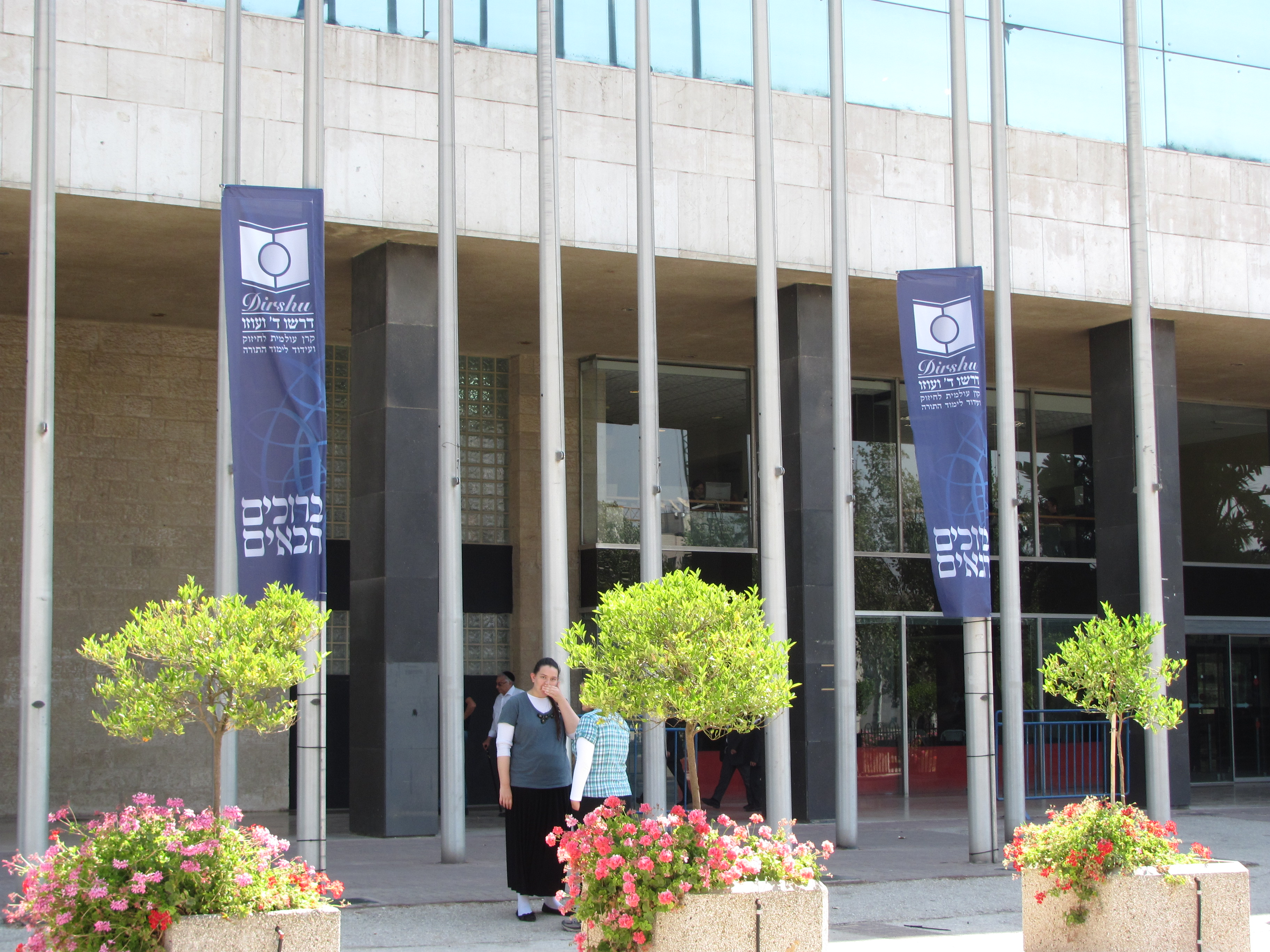
Banners Dirshu no Centro de Convenções Internacional de Jerusalém.

Dirshu (hebraico: דרשו) é uma organização internacional judaica ultraortodoxa cujo objetivo é incentivar o estudo da Torá. Dirshu foi fundada em 1997, a organização patrocina ciclos e conferências de estudo da Torá, oferece incentivos financeiros a indivíduos e grupos para aprender e dominar os textos do Talmude, Halacha e Musar. Dirshu também publicou novas edições de textos judaicos tradicionais e patrocinou reuniões para comemorar o fim de seus ciclos de estudos. Desde 2018, mais de 150.000 pessoas participaram de seus programas que se expandiram para 26 países localizados nos cinco continentes.

## História
Em 1997 Dovid Hofstedter, um rabino e empresário canadense, abriu uma pequena Bet Midrash (sala de estudo) em seu escritório em Toronto e procurou empresários judeus para participar de um programa matutino que incluía aprendizado no estilo Havruta e uma lição sobre a Torá, seguida de orações matinais e café quente. Hofstedter ofereceu uma pequena quantia financeira e introduziu um sistema de testes periódicos, nos quais os participantes podiam avaliar seu progresso. O programa foi divulgado para outras comunidades localizadas no Canadá e nos Estados Unidos. Tem programas em Montreal, Detroit, Cleveland, Chicago, Israel e Berlim.
Em 2018, mais de 150.000 pessoas participaram dos programas organizados por Dirshu. Os participantes dos programas de aprendizagem estudaram o Talmude Babilônico. A partir de 2019, a Dirshu está presente em 26 países localizados nos cinco continentes.